# Comus (Arne)
Pour les articles homonymes, voir Comus.
Comus est un masque en trois actes du compositeur Thomas Arne. L'œuvre s'appuie sur un livret de John Dalton (1709–1763) basé sur le masque du même nom de John Milton de 1634. La pièce est créée au Théâtre Royal, Drury Lane à Londres le 4 mars 1738.

## Histoire
Comus est le premier grand succès de Thomas Arne et le masque régulièrement repris tout au long de sa vie. L'œuvre contient quelques-uns de ses plus beaux moments de musique avec des airs tels que : « Now Phoebus sinketh in the West » et « Would you taste the noontide air » montrant un nouveau style lyrique. L'œuvre est publiée en 1740, excepté les récitatifs et les chœurs. La partition originale, contenant la musique supplémentaire est aujourd'hui perdue, mais une copie réalisée autour de 1785, existe avec toutes les musiques originales et quelques morceaux supplémentaires pris dans L'Allegro, il Penseroso ed il Moderato de Haendel qui complètent l'écriture chorale limitée de Comus.

## Rôles
| rôle                                                                  | voix                     | création, le 4 mars 1738(Chef d'orchestre : Thomas Arne) |
| --------------------------------------------------------------------- | ------------------------ | -------------------------------------------------------- |
| Une Dame                                                              | rôle non chanté          | Susanna Maria Cibber                                     |
| Comus, un Magicien                                                    | rôle non chanté          | James Quin                                               |
| Euphrosine, une Grâce                                                 | soprano                  | Catherine "Kitty" Clive                                  |
| Sabrina, une Nymphe                                                   | soprano                  | Cecilia Arne (née Cecilia Young)                         |
| premier frère de la dame                                              | rôle non chanté          | William Millward                                         |
| Second frère de la dame                                               | rôle non chanté          | Theophilius Cibber                                       |
| divers esprits, les fêtards dans l'équipe des plaisirs de Comus, etc. | différents types de voix | John Beard, Cecilia Arne, Kitty Clive                    |

## Synopsis
Une dame est perdue dans la forêt, où réside le magicien Comus ; déguisé en berger, il l'attire dans son palais. Un esprit avertit les deux frères de la dame que leur sœur est sous l'influence de Comus. Celui-ci complote contre eux avec ses serviteurs. L'esprit fournit aux frères une potion enchantée pour les aider à contrecarrer le sortilège de Comus sur la dame. Un banquet est organisé dans le palais de Comus et de la dame, qui a succombé à la puissance du sort ; les hôtes sont divertis par les chants et les danses de la fête. Comus encourage fortement la dame à boire dans sa coupe, mais ses frères se précipitent juste à temps, mettant Comus en fuite. La nymphe Sabrina libère la femme du sort du magicien et tous se réjouissent du triomphe de la vertu dans un refrain final.